# Nesselstauden
Nesselstauden ist eine Ortschaft und Katastralgemeinde in der Gemeinde Bergern im Dunkelsteinerwald in Niederösterreich.

## Geografie
Das Dorf befindet sich unmittelbar westlich von Geyersberg an einem Südhang und wird von der Landesstraße L109 erschlossen. Am 1. Jänner 2024 zählte die Ortschaft 64 Einwohner.

## Geschichte
Im Franziszeischen Kataster von 1821 ist das Dorf mit einigen wenigen Gehöften verzeichnet. Laut Adressbuch von Österreich waren im Jahr 1938 in Nesselstauden ein Gastwirt, ein Gemischtwarenhändler, ein Wagner und ein Landwirt mit Direktvertrieb ansässig.

## Persönlichkeiten
- Hans Haselböck (1928–2021), Organist, Komponist und Professor an der Musikhochschule Wien, geboren und aufgewachsen in Nesselstauden